# Eudonia angustea
Eudorée anguleuse
Espèce
Eudonia angustea, l'Eudorée anguleuse, est une espèce de papillons de nuit de la famille des Crambidae et du genre Eudonia.

## Description
D'une envergure de 14,5 à 18 mm, elle possède des ailes antérieures élancées à apex pointu de fond gris blanchâtre à gris foncé avec des lignes transversales plus ou moins nettes selon les individus et le frottement des écailles. La ligne postmédiane est très oblique et coudée et les macules ressortent assez nettement, la frange est gris clair.

## Biologie
Les plantes-hôtes sont diverses mousses dont Tortula ruralis. La chenille vit dans une galerie de soie dans les touffes de mousses. On l'observe surtout sur les côtes, mais aussi à l'intérieur des terres sur les vieux murs et arbres centenaires. L'adulte vole toute l'année, il est localement commun.

## Répartition
L'espèce est présente en Europe dans le littoral atlantique et méditerranéen, et dans les terres en moindre proportion[source insuffisante].

## Systématique
Le nom valide complet (avec auteur) de ce taxon est Eudonia angustea (Curtis, 1827).
L'espèce a été initialement classée dans le genre Eudorea sous le protonyme Eudorea angustea Curtis, 1827.
Ce taxon porte en français le nom vernaculaire ou normalisé suivant : l'Eudorée anguleuse.
Eudonia angustea a pour synonymes :
- Eudonia acuminatella Stainton, 1859
- Eudonia coarctata Zeller, 1846
- Eudonia hesperella Heydenreich, 1851
- Eudonia imparilis Dyar, 1928
- Eudonia napolitalis Millière, 1870
- Eudonia vafra Meyrick, 1913
- Eudorea angustea Curtis, 1827
- Scoparia vafra Meyrick, 1913